# لوزرنا
لوزرنا (به پرتغالی: Luzerna) یک منطقهٔ مسکونی در برزیل است که در سانتا کاتارینا واقع شده‌است. لوزرنا ۵٬۶۸۴ نفر جمعیت دارد.